# Brussels Beer Challenge
De Brussels Beer Challenge is een jaarlijkse, internationale wedstrijd voor bieren. De eerste editie werd in 2012 georganiseerd in Brussel. De locatie is elk jaar in een andere Belgische stad, maar elke vijfde editie vindt zij plaats in Brussel. Vanwege de coronapandemie werd de editie van 2020 overigens niet in Hasselt maar eveneens in Brussel gehouden. De wedstrijd duurt drie dagen, met uitzondering van 2020.
Anno 2023 is de Brussels Beer Challenge uitgegroeid tot een competitie waarbij 95 internationale juryleden ruim 1800 bieren uit 37 landen evalueerden. Er zijn diverse categorieën waarin de bieren worden beoordeeld.

## Edities
- 2023: Turnhout[3]
- 2022: Eupen
- 2021 (30 oktober t/m 1 november): Brussel
- 2020 (26 oktober t/m 6 november): Brussel
- 2019 (1-3 november): Bergen
- 2018 (2-4 november): Mechelen
- 2017 (28-30 oktober): Namen
- 2016 (5-6 november): Brussel
- 2015 (5-8 november): Antwerpen
- 2014 (30 oktober t/m 2 november): Leuven
- 2013 (1-3 november): Luik
- 2012 (2-4 november): Brussel